# Holoregmia
Holoregmia é um género botânico pertencente à família Martyniaceae.

## Espécie
- Holoregmia viscida

## Nome e referências
Holoregmia Nees